# Jogada
Jogada – gaun wikas samiti w zachodniej części Nepalu w strefie Lumbini w dystrykcie Rupandehi. Według nepalskiego spisu powszechnego z 2001 roku liczył on 776 gospodarstw domowych i 5386 mieszkańców (2645 kobiet i 2741 mężczyzn).